# 和泉左京
和泉 左京（いずみ さきょう）は、戦国時代から安土桃山時代にかけての武将。実名は不明。島原氏の一族。肥前有馬氏に従属する島原純豊の家臣。肥前国寺中城主。

## 略歴
天正12年（1584年）、離反した有馬晴信討伐のため龍造寺隆信が軍を起こすと龍造寺方として参加する。隆信と有馬晴信・島津家久連合軍が激突した、天正12年3月24日（1584年5月4日）の沖田畷の戦いでは、決戦前夜に居城である寺中城で隆信が最後の一夜を過ごした。
隆信の敗死後、寺中城は島津氏の軍勢に包囲され、左京は生け捕りとなり、薩摩国で処刑された。
　